# Verrou
Pour les articles homonymes, voir Verrou (homonymie).
 (décembre 2016).
Si vous disposez d'ouvrages ou d'articles de référence ou si vous connaissez des sites web de qualité traitant du thème abordé ici, merci de compléter l'article en donnant les références utiles à sa vérifiabilité et en les liant à la section « Notes et références ».

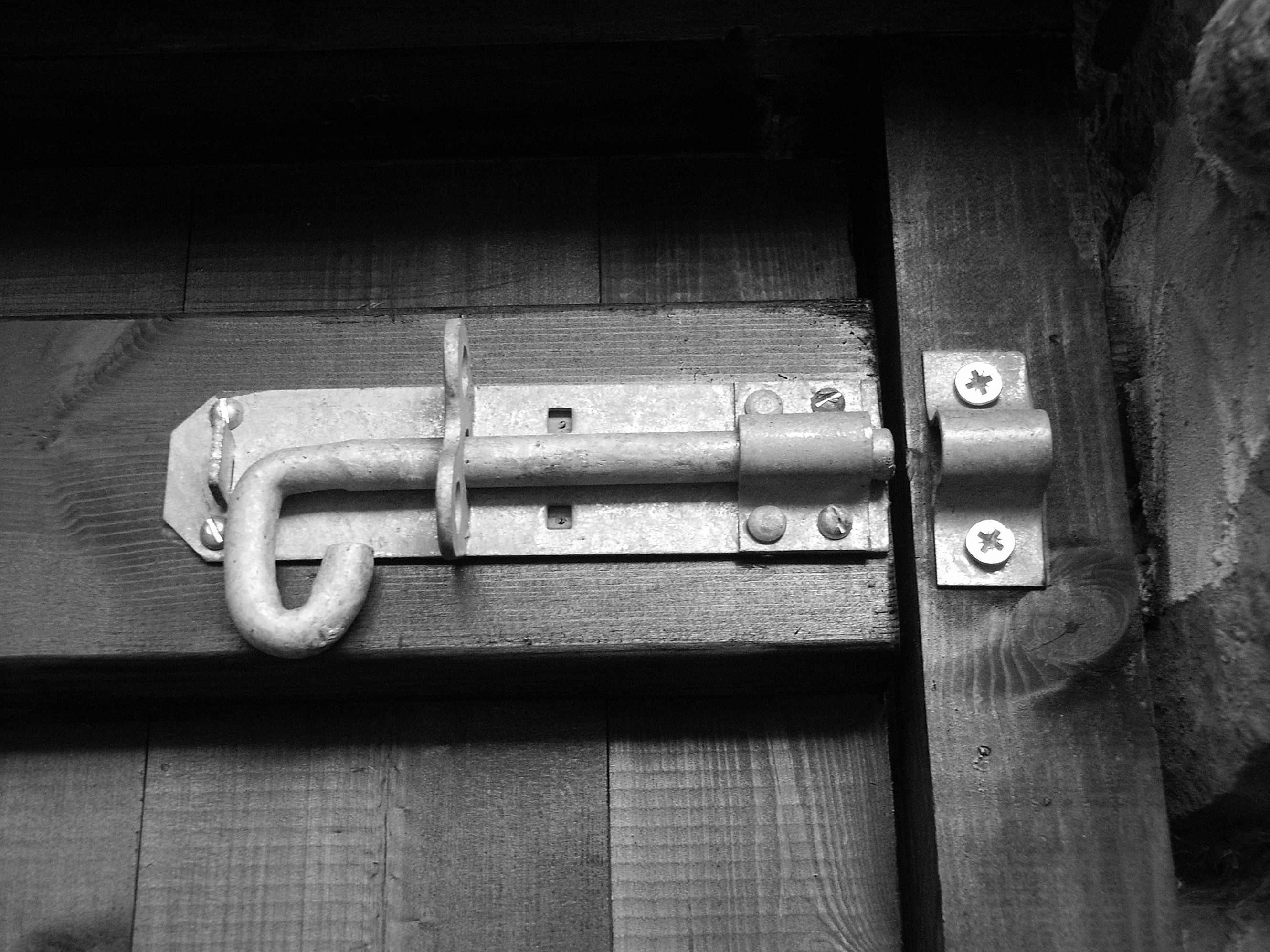
Verrou ouvert

Le verrou est une pièce de serrurerie : c'est un système de fermeture constitué par une pièce de métal allongée (tige, barre) coulissant le plus souvent horizontalement sur une platine de manière à s'engager dans le crampon ou dans la gâche, dont le mouvement est limité par un cran d'arrêt et qui fait fonction de pêne dans la serrure. Il peut être actionné par une clé, une tige, un bouton ou un gland.

## Histoire

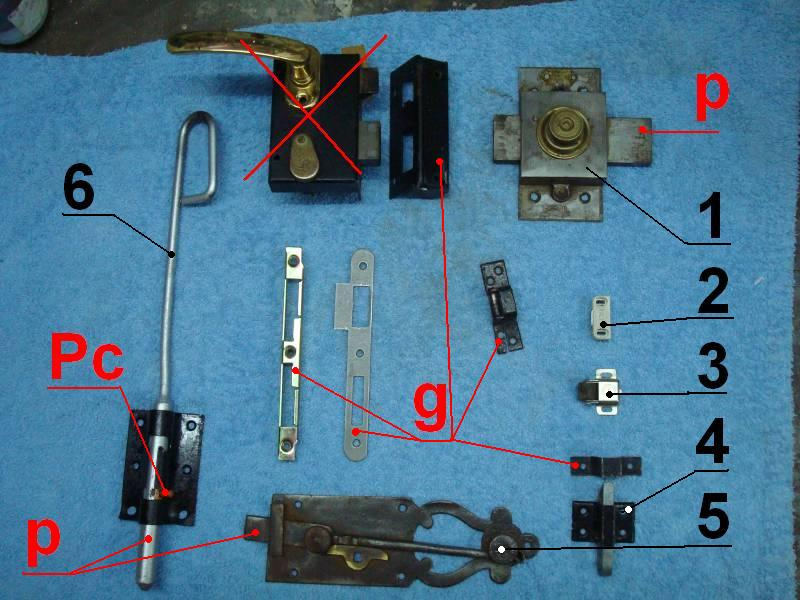
1=targette, 2=loqueteau magnétique, 3=loqueteau à boule, 4=loqueteau à ressort, 5=loqueteau ancien, 6=verrou à picolet, P=pêne, G=gâche, Pc=picolet

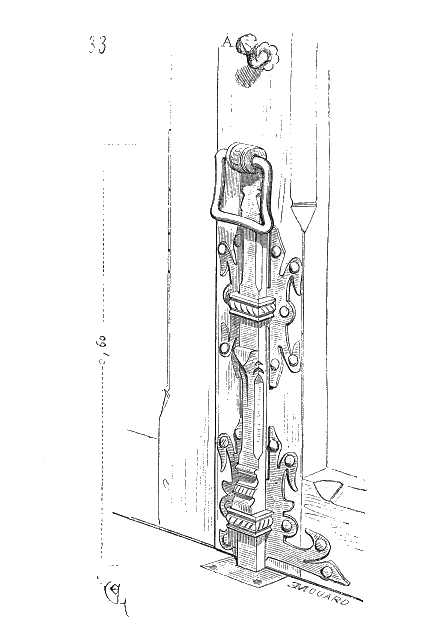
Verrou vertical à barre

Le verrou est le plus ancien système de fermeture, pour condamner portes et fenêtres de l'intérieur, ou de l'extérieur lorsque l'on veut enfermer une personne (Mettre sous les verrous). Le verrou était désigné sous le nom de loqueteau et de targette, qui est un des plus simples exemples de verrou.

## Targette
La targette la plus simple est une plaque de tôle faisant office de pêne, actionnée par un petit bouton et coulissant entre deux étriers, qui vient s'engager dans la gâche fixée sur le dormant.
Des targettes plus sophistiquées sont à bouton tournant pour faire avancer le pêne. Pour la sécurité, ce bouton est muni d'un ressort qui le maintient ancré dans une encoche.

## Loqueteau
- (2) Loqueteau magnétique, principalement pour portes de meubles.
- (3) Loqueteau à boule ou à bille, muni d'un ressort qui assure le blocage.
- (4) Loqueteau à ressort pour vasistas ouvrant verticalement.
- (5) Loqueteau ancien, la tige comprend d'un côté le pêne qui viendra derrière la gâche et de l'autre un ressort qui maintient le pêne en position.

## Verrou àpicolet
- (6) Ce type de verrou est essentiellement utilisé pour fermer les portes de garage. La poignée permet de manœuvrer la tige-pêne. En pivotant celle-ci, le picolet, petit téton fixé sur la tige, vient dans une des encoches de la platine. L'encoche supérieure permet de maintenir le verrou ouvert pendant la manœuvre des portes.

### Articles connexes

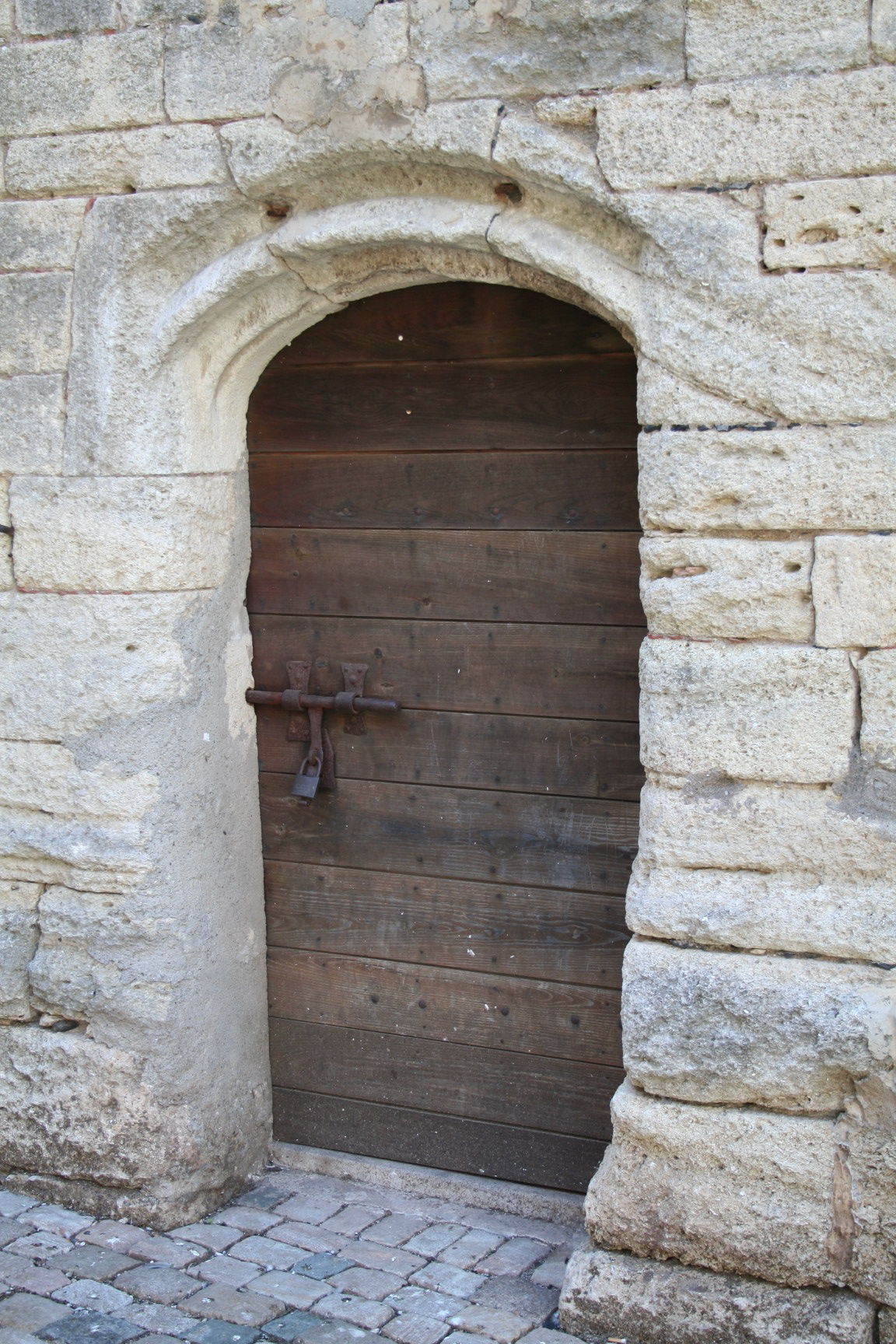
Verrou de la Tour de Saint-Thibéry : Qui embrasse ce verrou, se marie dans l'année.